# Walter Raleigh
Walter Raleigh (ur. ok. 1554, zm. 29 października 1618) – angielski żeglarz i pisarz, faworyt królowej Elżbiety I.

## Życiorys
W latach 1584–1589 organizował próby angielskiej kolonizacji Ameryki Północnej. W 1595 dowodził ekspedycją do Gujany i w górę rzeki Orinoko w poszukiwaniu legendarnego El Dorado. Ekspedycje rozpoczął zdobywając miasto San José de Oruña i pojmując tam Antonia de Berrio doświadczonego już w poszukiwaniach El Dorado.
W 1596 dowodził flotyllą podczas ataku na Kadyks, podczas którego jego zdecydowane uderzenie na linię ciężkich galeonów hiszpańskich doprowadziło do jej przełamania i zdobycia lub zniszczenia czterech okrętów.
W 1597 dowodził kolejną wyprawą angielskich okrętów w wojnie z Hiszpanią. W latach 1600–1603 był gubernatorem wyspy Jersey. W 1603 został oskarżony o spisek przeciwko Jakubowi I, skazany na śmierć i uwięziony w londyńskiej Tower. W 1616 został uwolniony, by poprowadzić drugą wyprawę do Gujany, podczas której jego ludzie spalili hiszpańskie miasto San Thome w okresie, gdy między Anglią i Hiszpanią panował pokój. Po powrocie do Anglii, wobec nacisków Hiszpanii, Jakub I odnowił ciążący nad nim wyrok śmierci, który wykonano przez ścięcie 29 października 1618. Przed śmiercią wygłosił 40-minutową przemowę, w której wybaczył prześladowcom i poprosił o wybaczenie tych wszystkich, których skrzywdził. 
Wierszowane sprawozdanie z wyprawy do Gujany pod dowództwem Raleigha w postaci eposu A Relation of the Second Voyage to Guiana. Performed and Written in the Year 1596 napisał Lawrence Kemys.
Na jego cześć nazwano miasto w Karolinie Północnej. 